# Carlos de Austria (actor)
Carlos de Austria (Córdoba, 15 de julio de 1978) es un actor y cantante español, conocido por haber interpretado el papel de Cristóbal Garrigues en la telenovela El secreto de Puente Viejo y el papel de Aurelio Quesada en la telenovela Acacias 38.

## Biografía
Carlos de Austria nació el 15 de julio de 1978 en Córdoba, en la comunidad de Andalucía (España), y además de la actuación también se dedica a la música y el teatro.

## Carrera
Carlos de Austria ha seguido las lecciones de actuación de Roger Gual, Benito Zambrano, Vicente Fuentes, Carles Alfaro, Carmen Rico, Manuel Canseco y Paz Sayago. Realizó varios cursos como: uno de interpretación, uno de clown dictado por Paz Sayago con la compañía Los Ulen, uno de teatro clásico dictado por Manuel Canseco y uno de actuación dramática con Carles Alfaro. También entrenó voz con Vicente Fuentes y tomó clases de interpretación cinematográfica con Roger Gual.
A principios de 2011 crea la compañía La Canalla junto a Rafa de Vera y Federico Vergne. En el mismo año participa en el concierto de presentación de la Camerata Ipagro. En 2012 presentó la gala del festival internacional de música de cine de Córdoba. En 2016 crea la compañía Cía junto a Silvia Acosta, mientras que en 2018 gana el Festival de Almagro por El Lazarillo de Tormes.
En 2007 debutó en el cine con la película Cordura dirigida por Miguel Asturias. En 2011 protagonizó la serie Checoslovaquia 33. Al año siguiente, en 2012, participa en el cortometraje Zombi dirigido por Francisco Sánchez. En 2013 protagonizó la película Made in china dirigida por Juanma Davifue, mientras que en 2014 formó parte del elenco de la serie Amores que duelen. En el 2016 protagonizó la serie Meme. En el mismo año apareció en el cortometraje 7 segundos dirigido por Juanma Davifue. En 2016 participó en el cortometraje Conciliación dirigido por Ana Vázquez.
En 2016 fue elegido para interpretar el papel del antagonista Cristóbal Garrigues en la telenovela emitida por Antena 3 El secreto de Puente Viejo y donde actuó junto a actores como María Bouzas, Mario Zorrilla, Chico García y Raúl Peña. En 2017 protagonizó el cortometraje En equipo dirigido por Manuel Ollero. En 2018 protagonizó la serie Todo por el juego y Las chicas del cable. Al año siguiente, en 2019, participa en las series Estoy vivo y La peste. En 2020 se unió al elenco de la serie La valla.
En 2020 y 2021 fue elegido por TVE para interpretar el papel del cruel mafioso mexicano Aurelio Quesada en la telenovela emitida en La 1 Acacias 38 y donde actuó junto a los actores Clara Garrido, Ástrid Janer, Marcial Álvarez, Olga Haenke, Pablo Carro, Patxi Santamaría, Roser Tapias y Aleix Rengel Meca. En 2021 interpretó el papel de Darío Toledano en la serie Alba. En el mismo año protagonizó la serie emitida en La 1 Servir y proteger. En 2022 interpretó el papel del Doctor Moreno en la serie Cuéntame cómo pasó.

## Filmografía

### Cine
| Año  | Título        | Director        |
| ---- | ------------- | --------------- |
| 2007 | Cordura       | Miguel Asturias |
| 2013 | Made in china | Juanma Davifue  |

### Televisión
| Año       | Título                     | Personaje           | Notas         |
| --------- | -------------------------- | ------------------- | ------------- |
| 2011      | Checoslovaquia 33          |                     |               |
| 2014      | Amores que duelen          |                     |               |
| 2015      | Memes                      |                     |               |
| 2016-2017 | El secreto de Puente Viejo | Cristóbal Garrigues | 245 episodios |
| 2018      | Todo por el juego          | Policía             | 1 episodio    |
| 2018      | Las chicas del cable       | Abogado Familia     | 2 episodios   |
| 2019      | Estoy vivo                 |                     | 1 episodio    |
| 2019      | La peste                   |                     |               |
| 2020      | La valla                   |                     |               |
| 2020-2021 | Acacias 38                 | Aurelio Quesada     | 184 episodios |
| 2021      | Alba                       | Darío Toledano      | 1 episodio    |
| 2021      | Servir y proteger          | Alfonso abad        | Alfonso abad  |
| 2022      | Cuéntame cómo pasó         | Doctor Moreno       | 1 episodio    |
| 2024      | La Promesa                 | Ricardo Pellicer    | ¿? Episodios  |

### Cortometrajes
| Año  | Título       | Director          |
| ---- | ------------ | ----------------- |
| 2012 | Zombi        | Francisco Sánchez |
| 2015 | 7 segundos   | Juanma Davifue    |
| 2016 | Conciliación | Ana Vázquez       |
| 2017 | En equipo    | Manuel Ollero     |

## Teatro
| Año       | Título                                          | Autor                                         | Director            | Teatro         |
| --------- | ----------------------------------------------- | --------------------------------------------- | ------------------- | -------------- |
| 1998      | Tres sombreros de copa                          |                                               |                     |                |
| 1999      | Sainetes de los hermanos                        | Álvarez Quintero                              |                     |                |
| 1999      | La dama del alba                                |                                               |                     |                |
| 2000      | Guapo, libre y español                          |                                               |                     |                |
| 2000      | Maribel y la extraña familia                    |                                               |                     |                |
| 2001      | Cianuro, solo o con leche                       |                                               |                     |                |
| 2001      | Mujeres                                         |                                               |                     |                |
| 2003      | Óscar y Sherlock                                |                                               |                     |                |
| 2004      | El crimen alcance de la clase media             |                                               |                     |                |
| 2005      | El sueño                                        |                                               |                     |                |
| 2006      | Ninette y un señor de Murcia                    |                                               |                     |                |
| 2006      | La venganza de Don Mendo                        |                                               |                     |                |
| 2006      | Cómo acabar de una vez por todas con la cultura |                                               |                     |                |
| 2007      | Bajarse al moro                                 | Jaimito                                       | Paqui Miranda       |                |
| 2007      | La huella de Andrew Wike                        |                                               | Juan Pablo Herencia |                |
| 2007      | Manual para el anillador doméstico              |                                               | Juan Pablo Herencia |                |
| 2007      | El X-9000                                       |                                               | Juan Pablo Herencia |                |
| 2007      | Encuentro a tres                                |                                               | Juan Pablo Herencia |                |
| 2007      | Demonios                                        |                                               |                     |                |
| 2008      | ¡HORROR! Reunión                                | Juan Pablo Herencia                           |                     |                |
| 2008      | Las Mujeres Sabias                              | Antonio Barrios                               |                     |                |
| 2008      | Entre Bobos Anda el Juego                       | Antonio Barrios                               |                     |                |
| 2008      | Averroes                                        | Juan Pablo Herencia                           |                     |                |
| 2009      | Cyrano de Bergerack                             | Rageneau, Valvert                             | José Ortiz          | Teatro Ñaque   |
| 2009      | Pares y Nines                                   |                                               | Juan Pablo Herencia |                |
| 2009      | El manuscrito de Calderó                        | Antonio Barrios                               |                     |                |
| 2010      | Enamorados de la moda juvenil                   | Máximo Ortega                                 | Teatro musical      |                |
| 2010-2011 | Una Historia del Zoo 2.3                        | Federico Vergne                               |                     |                |
| 2012      | El Invierno bajo la mesa                        | Albert Milá                                   | Francisco Piñero    | Teatro Mercado |
| 2012      | Las Mujeres Sabias                              |                                               | Antonio Barrios     |                |
| 2012      | Entre cómicos y pícaros                         |                                               | Antonio Barrios     |                |
| 2012      | No hay burlas con el amor                       |                                               | Antonio Barrios     |                |
| 2013      | La cena del rey Baltasar                        |                                               | Antonio Barrios     |                |
| 2013      | El perro del hortelano                          | Álvaro Morte                                  |                     |                |
| 2013      | De Monólogos y escenas                          | Federico Vergne, Auxi Jiménez y Belén Benítez |                     |                |
| 2013      | Tres sombreros de copa                          | Álvaro Morte                                  |                     |                |
| 2013      | El caballero de Olmedo                          | Antonio Barrios                               |                     |                |
| 2013      | En Dirección Norte                              | Federico Vergne                               |                     |                |
| 2014      | La dama boba                                    | Marta Balón                                   | Teatro Duode        |                |
| 2014      | Miles gloriosus                                 | Antonio Barrios                               | Teatro Par          |                |
| 2014      | La casa de Bernarda Alba                        | Álvaro Morte                                  |                     |                |
| 2015      | Olvídame                                        | Montse Ortiz                                  |                     |                |
| 2015      | Trabajos de Amor                                | Miguel Cubero                                 |                     |                |
| 2015      | El caballero de Olmedo                          | Juan Carlos Sanz                              |                     |                |
| 2015-2022 | Adán y Eva en Broadway                          | Javier Muñoz                                  |                     |                |
| 2017      | El Lazarillo de Tormes                          | Álvaro Morte                                  |                     |                |
| 2017      | AfterPlay                                       | Roberto Quintana                              |                     |                |
| 2019-2021 | La función que va mal                           | Sean Turner                                   |                     |                |
| 2021-2022 | A quien le importa (musical)                    | Cari Antón                                    |                     |                |